# Armend Thaqi
Armend Thaqi (Pristina, 1992. október 10. –) válogatott koszovói labdarúgó, hátvéd.

## Pályafutása

### Klubcsapatban
2013 és 2016 között a KF Prishtina, 2016 és 2018 között a KS Gjilani, 2018 és 2020 között ismét a KF Prishtina labdarúgója volt. 2020-ban koszovói kupagyőztes lett a KF Prishtina csapatával. 2020 óta a KF Ballkani csapatában szerepel.

### A válogatottban
2013-ban két mérkőzésen szerepelt a koszovói U21-es válogatottban. 2017-ben mutatkozott be a koszovói válogatottban, ahol azóta öt találkozón játszott.

## Sikerei, díjai
KF Prishtina
- Koszovói kupa
  - győztes: 2020

## Statisztika

### Mérkőzései a koszovói válogatottban
| Koszovó | Koszovó            | Koszovó                                            | Koszovó | Koszovó  | Koszovó    | Koszovó         | Koszovó | Koszovó |
| #       | Dátum              | Helyszín                                           | Hazai   | Eredmény | Vendég     | Kiírás          | Gólok   | Esemény |
| ------- | ------------------ | -------------------------------------------------- | ------- | -------- | ---------- | --------------- | ------- | ------- |
| 1.      | 2017. november 13. | Mitrovica, Adem Jashari Olimpiai Stadion           | Koszovó | 4 – 3    | Lettország | barátságos      | -       | 83'     |
| 2.      | 2020. január 12.   | Doha, Hamad bin Khalifa Stadion (QAT)              | Koszovó | 0 – 1    | Svédország | barátságos      | -       |         |
| 3.      | 2020. november 18. | Pristina, Fadil Vokrri Stadion                     | Koszovó | 1 – 0    | Moldova    | Nemzetek Ligája | -       | 90'     |
| 4.      | 2021. június 8.    | Manavgat, Arslan Zeki Demirci Sportkomplexum (TUR) | Guinea  | 2 – 1    | Koszovó    | barátságos      | -       |         |
| 5.      | 2021. június 11.   | Manavgat, Arslan Zeki Demirci Sportkomplexum (TUR) | Gambia  | 0 – 1    | Koszovó    | barátságos      | -       | 59'     |
|         | Összesen           |                                                    |         | 5        | mérkőzés   |                 | 0       | gól     |